# Kashimachelifer cinnamomeus
Genre
Espèce
Kashimachelifer cinnamomeus, unique représentant du genre Kashimachelifer, est une espèce de pseudoscorpions de la famille des Cheliferidae.

## Distribution
Cette espèce est endémique du Japon. Elle se rencontre sur l'île Kashima dans la baie de Tanabe à Tanabe.

## Description
Le mâle holotype mesure 2,51 mm et la femelle paratype 2,82 mm

## Publication originale
- Morikawa, 1957 : Chelifelidae の一新擬蠍 Kashimachelifer cinnamomeus. - (Kashimachelifer cinnamoneus, a new genus and species of cheliferid pseudoscorpions from Japan). Zoological Magazine, Tokyo, vol. 66, no 10, p. 399-402 (texte intégral).